# Westringia
Genre
Westringia est un genre de plantes à fleurs dicotylédones de la famille des Lamiacées (Lamiaceae). Certaines espèces comme Westringia fruticosa (synonyme Westringia rosmariniformis) et Westringia eremicola sont cultivées dans les régions où les hivers sont doux et commercialisées sous le nom de « romarin d'Australie ».

## Description

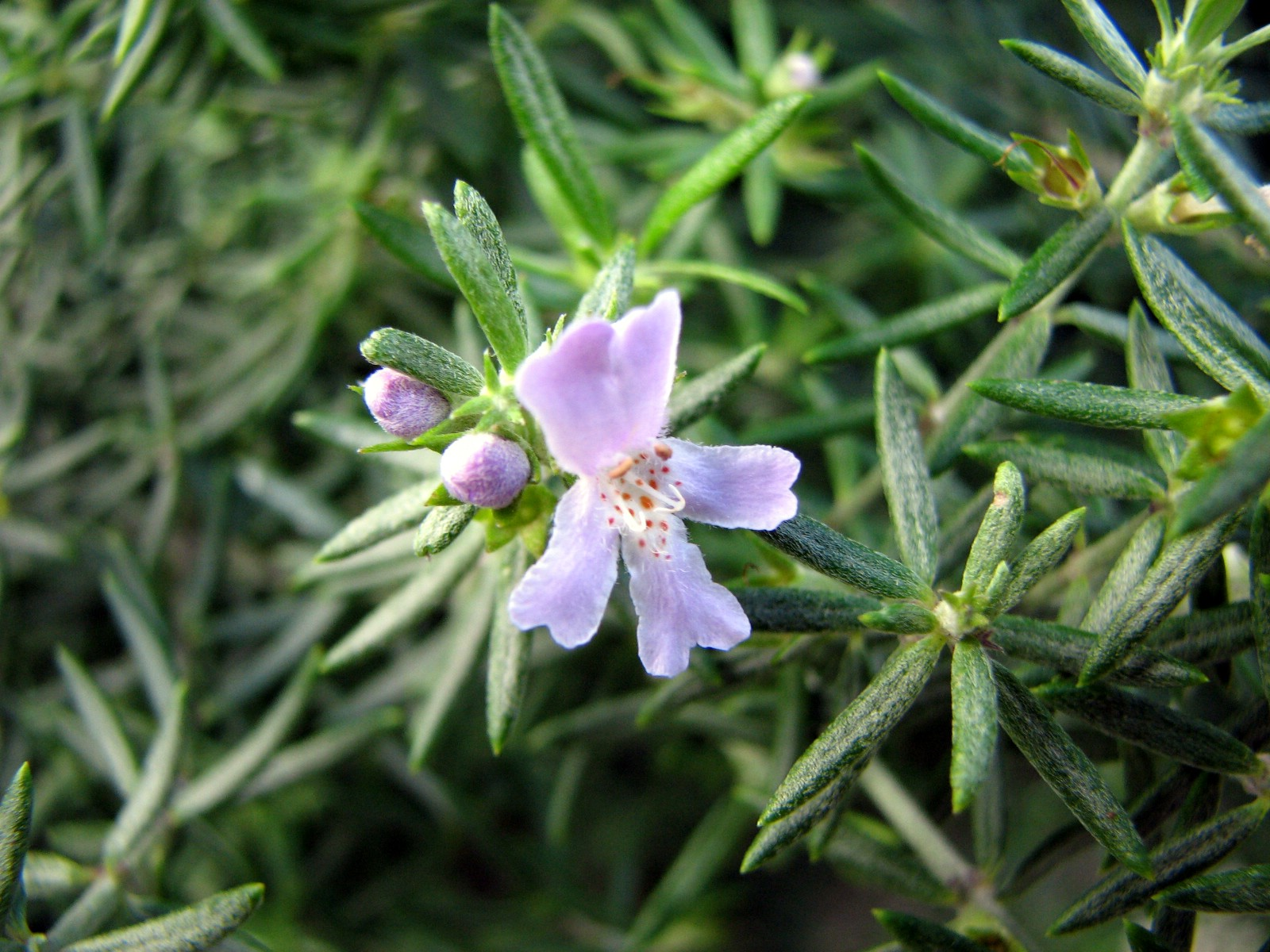
Westringia eremicola.
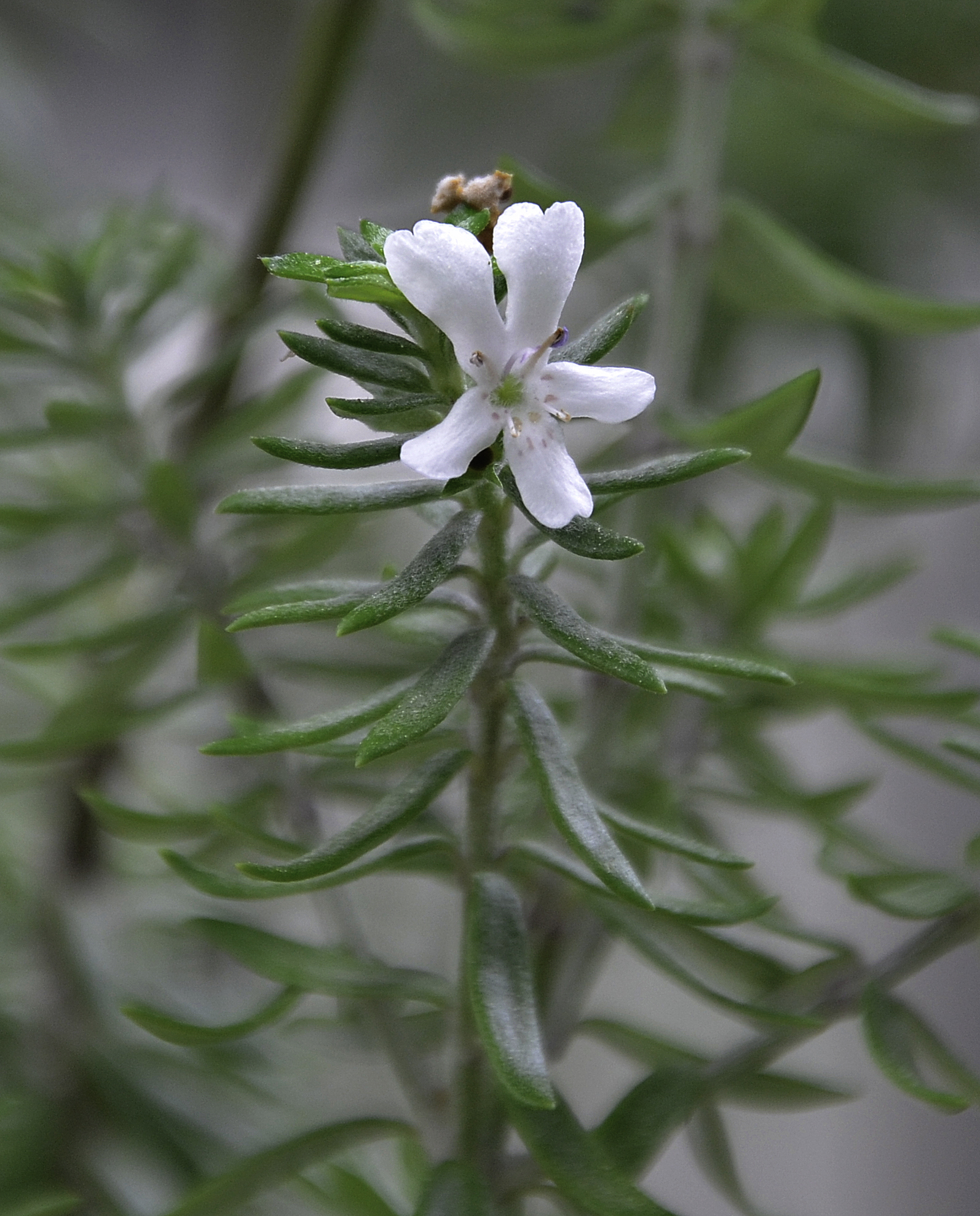
Westringia fruticosa.
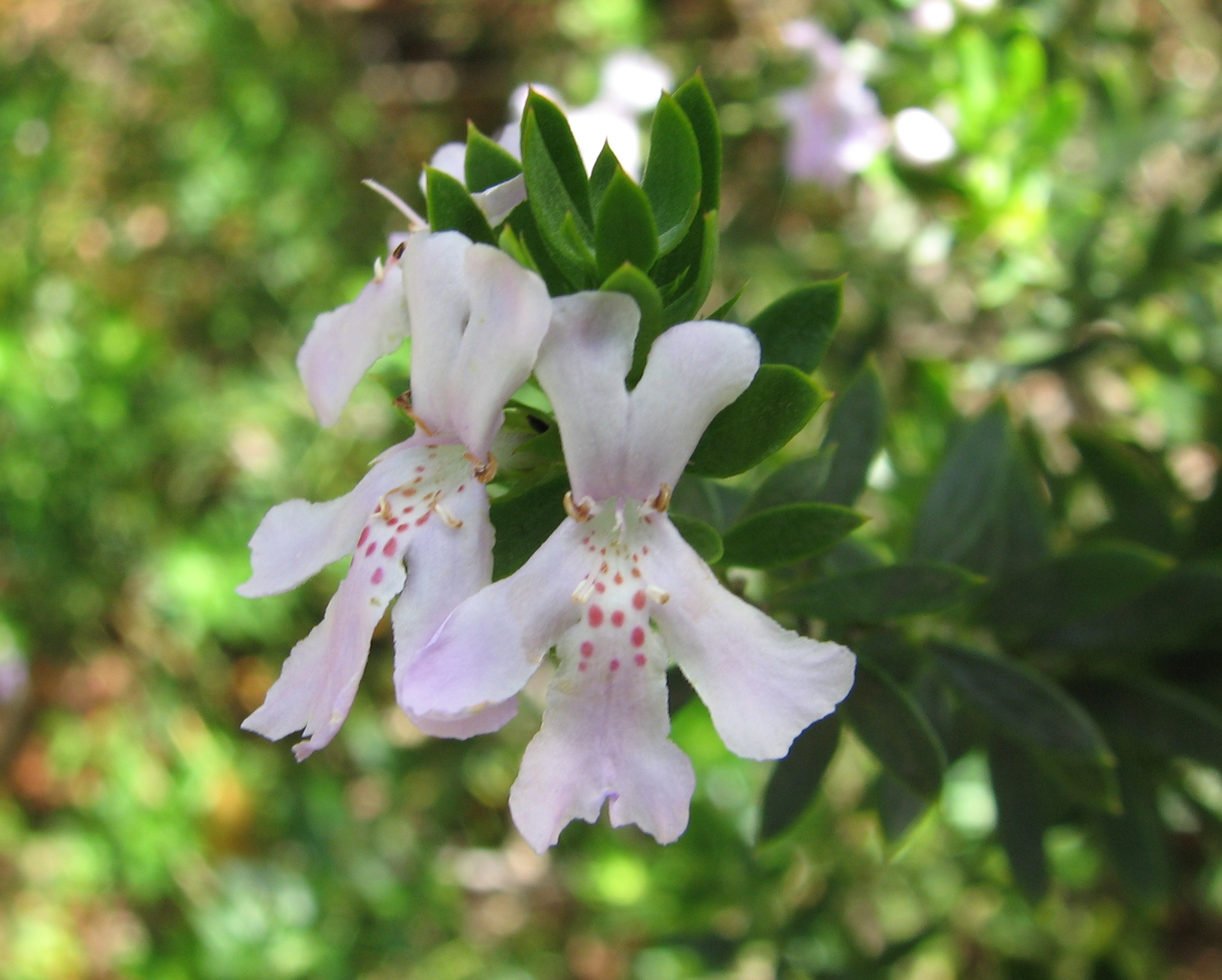
Westringia glabra.

## Classification
Ce genre a été décrit en 1797 par le botaniste britannique James Edward Smith (1759-1828).

### Liste d'espèces
Selon World Checklist of Selected Plant Families (WCSP) (28 septembre 2015) :
- Westringia acifolia G.R.Guerin (2009)
- Westringia amabilis B.Boivin (1950)
- Westringia angustifolia R.Br. (1810)
- Westringia blakeana B.Boivin (1950)
- Westringia brevifolia Benth. (1834)
- Westringia capitonia G.R.Guerin (2009)
- Westringia cephalantha F.Muell. (1868)
- Westringia cheelii Maiden & Betche (1910)
- Westringia crassifolia N.A.Wakef. (1957)
- Westringia cremnophila N.A.Wakef. (1957)
- Westringia dampieri R.Br. (1810)
- Westringia davidii B.J.Conn (1987)
- Westringia discipulorum S.Moore (1921)
- Westringia eremicola A.Cunn. ex Benth. (1834)
- Westringia fruticosa (Willd.) Druce (1917)
- Westringia glabra R.Br. (1810)
- Westringia grandifolia F.Muell. ex Benth. (1870)
- Westringia kydrensis B.J.Conn (1992)
- Westringia longifolia R.Br. (1810)
- Westringia longipedunculata B.Boivin (1950)
- Westringia lucida B.Boivin (1950)
- Westringia lurida Gand. (1918)
- Westringia parvifolia C.T.White & W.D.Francis (1921)
- Westringia rigida R.Br. (1810)
- Westringia rubiifolia R.Br. (1810)
- Westringia rupicola S.T.Blake (1959)
- Westringia saxatilis B.J.Conn (1987)
- Westringia senifolia F.Muell. (1855)
- Westringia sericea B.Boivin (1950)
- Westringia tenuicaulis C.T.White & W.D.Francis (1921)
- Westringia viminalis B.J.Conn & Tozer (1993)